# Vatnsfjörður (Barðaströnd)
Pour les articles homonymes, voir Vatnsfjörður.
Le Vatnsfjörður est un fjord situé dans le Sud-Ouest des  Vestfirðir, en Islande, et prenant fin dans l'océan Atlantique Nord.

## Géographie
Le Vatnsfjördður est long d'environ 9 km et large de 2,5 km à son embouchure sur la côte nord du Breiðafjörður appelée Barðaströnd, au sud des Vestfirðir.
La route 62, appelée Barðarstrandarvegur, part de l'embranchement avec la route 60 à Flókalundur pour longer la côte et se poursuivre vers l'ouest jusqu'à Patreksfjörður en passant par le port de Brjánslækur.

## Histoire
C'est là que, d'après le Landnámabók, le Norvégien Hrafna-Flóki Vilgerðarson aborda le premier avec sa troupe au IXe siècle et s'y appropria la terre. Au printemps, qui était très froid, il gravit une montagne et vit que tout le fjord était recouvert de glace ; c'est pourquoi il appela l'île Ísland, le pays de glace.

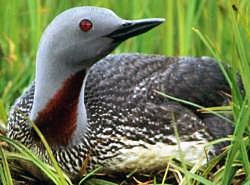
Plongeon catmarin

## Réserve naturelle
La région du Vatnsfjörður a été déclarée réserve naturelle en 1975. Le lac Vatnsdalvatn est une zone de nidification pour les arlequins plongeurs et les plongeons catmarins et arctiques. La gorge de Surtarbrandsgil, où l'on trouve des fossiles végétaux dans les couches de lignite, est une zone protégée et il faut obtenir un permis au bureau de la réserve à Brjánslækur pour y pénétrer.